# 케이트 로갈
케이트 로갤(Kate Rogal, 1986년 ~ )은 미국의 배우이다.

## 영화
- 그레이비 (2015년) - 제즈 역
- 커피 한잔이 섹스에 미치는 영향 (2013년) - 그레첸 역
- 세이프 (2011년) - 멜라니 역
- 브로큰 데이트 (2010년)
- 더 내로우스 (2008년)
- 킬 포인트 (2007년)